# 1월 12일
1월 12일은 그레고리력으로 12번째(윤년일 경우도 12번째) 날에 해당한다.

## 사건
- 1528년 - 스웨덴 국왕 구스타브 1세 바사가 즉위하다.
- 1848년 - 1848년 시실리 혁명: 시실리 팔레르모의 시민들이 봄바(Bomba) 왕에 반란을 일으키다.
- 1923년 - 일제 강점기 조선의 의열단 단원 김상옥이 종로경찰서에 폭탄을 투척하다.
- 1948년 - 야오원위안, 17세 나이로 중국공산당 입당.
- 1949년 - 반민특위에 체포된 박중양 등에 대한 공판이 서울 특별법원에서 열리다. 이 중 박중양은 조선총독부의 통치를 긍정하고 조선총독부는 지역, 신분차별 없이 인재를 등용했으며, 이완용은 시대의 억울한 희생자라고 주장하여 방청석에서 소란이 벌어졌고, 전국적인 논란이 되다.
- 1950년 - 미국 국무부에서 방송담화를 통해 애치슨 라인을 공포하다.
- 1956년 - 태신호 화재 발생.
- 1998년 - 미국 조지아주 로렌스군 휘플 크로싱 도로에서 카일 딩켈러 살인 사건이 발생하다.
- 2010년 - 2010년 아이티 지진: 아이티에서 리히터 규모 7.3의 강진이 일어나 가옥과 공공시설이 파괴되고 20여만 명의 사상자가 발생하다.
- 2014년 - 교황 프란치스코가 염수정(안드레아) 대주교를 포함한 19명의 주교를 추기경에 임명한다고 발표하다.
- 2016년 - 튀르키예 이스탄불 술탄마흐메트 인근 광장에서 폭탄테러가 발생하여 10명이 사망하고 15명이 부상을 입었다.
- 2020년 - 탈 화산이 분화하였다.(아래 사진)

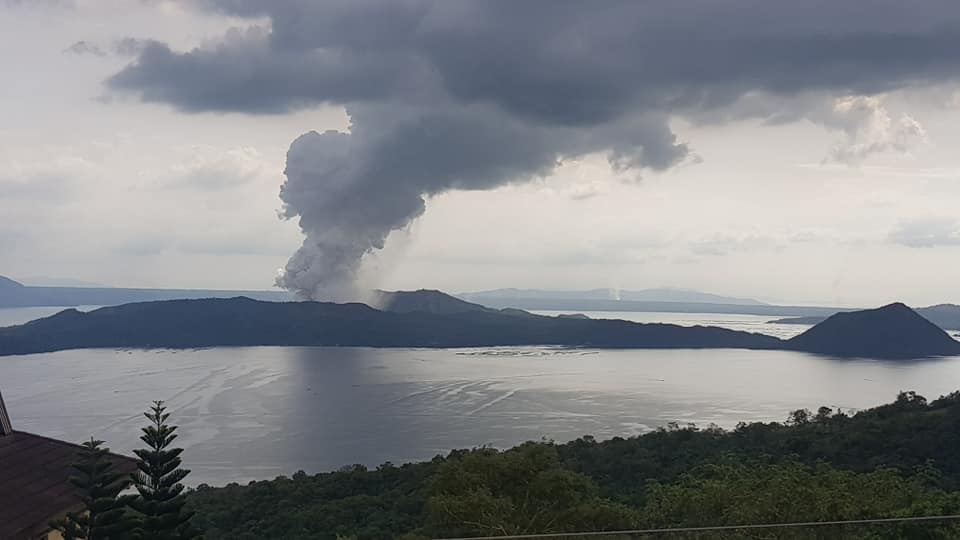

## 문화
- 2016년 - 마이크로소프트에서 윈도우 XP 임베디드, 윈도우 8과 인터넷 익스플로러 7, 8, 9, 10의 모든 지원을 종료했다.

## 탄생
- 1628년 - 프랑스의 작가 샤를 페로. (~1703년)
- 1722년 - 독일 출신의 프랑스 장군 니콜라 뤼크네르. (~1794년)
- 1729년 - 영국의 정치철학자 에드먼드 버크. (~1797년)
- 1746년 - 스위스의 교육학자이자 사상가 요한 하인리히 페스탈로치. (~1827년)
- 1867년 - 독일의 중국학자 알프레트 포르케. (~1944년)
- 1876년 - 미국의 소설가 잭 런던. (~1916년)
- 1892년 - 우크라이나 출신 소비에트 연방 군인 미하일 키르포노스. (~1941년)
- 1893년
  - 독일의 군인, 정치인 헤르만 괴링. (~1946년)
  - 미국의 만화영화 제작자인 에드워드 셀저. (~1970년)
  - 나치 독일의 정치인 알프레트 로젠베르크. (~1946년)
- 1903년 - 대한민국의 관료 이근직. (~1964년)
- 1906년 - 프랑스의 철학자 에마뉘엘 레비나스. (~1995년)
- 1916년 - 남아공의 정치인 피터르 빌럼 보타. (~2006년)
- 1926년
  - 미국의 컨트리 음악 가수, 작곡가, 기타리스트 레이 프라이스. (~2013년)
  - 미국의 노동경제학자 리처드 이스털린. (~2024년)
- 1927년 - 대한민국의 시민운동가 김문숙. (~2021년)
- 1929년 - 스코틀랜드 철학자 앨러스터 매킨타이어. (~2025년)
- 1930년 - 캐나다의 아이스하키 선수 팀 호턴. (~1974년)
- 1946년 - 대한민국의 소설가 손용상. (~2024년)
- 1948년 - 일본의 정치인 아라이 쇼케이. (~1998년)
- 1949년
  - 대한민국의 기업인, 정치인 문국현.
  - 일본의 소설가 무라카미 하루키.
  - 독일의 전 축구 선수, 현 축구 감독 오트마어 히츠펠트.
- 1951년
  - 미국의 영화배우 커스티 앨리. (~2022년)
  - 미국의 방송인, 시사평론가 러시 림보. (~2021년)
- 1956년 - 미국의 전쟁 전문 기자 마리 콜빈. (~2012년)
- 1960년 - 타지키스탄 출신의 축구 선수 신의손.
- 1961년
  - 대한민국의 가수, 작곡가 김승기.
  - 대한민국의 가수 유열.
- 1963년 - 대한민국의 소설가 신경숙.
- 1964년
  - 미국의 기업인 제프 베저스.
  - 대한민국의 성우 손선근.
  - 대한민국의 가수 홍성민. (2007년~)
- 1965년 - 대한민국의 성우 성유진.
- 1967년
  - 일본의 만화가 이노우에 다케히코.
  - 미국의 배우 블랜처드 라이언.
- 1968년
  - 대한민국의 배우 최무성.
  - 일본의 게임 디렉터 마스다 준이치.
- 1969년 - 크로아티아의 전 축구 선수, 현 축구 감독 로베르트 프로시네치키.
- 1970년 - 대한민국의 가수, 작곡가 정재형.
- 1972년 - 대한민국의 스포츠 캐스터 한명재.
- 1973년 - 대한민국의 가수 바비 킴.
- 1974년
  - 대한민국의 배우 최은석.
  - 일본의 전 축구 선수 사카모토 요스케.
- 1976년
  - 대한민국의 배우 문정희.
  - 일본의 배우 나카타니 미키.
  - 카자흐스탄의 가수, 배우 카리나 아브둘리나.
- 1977년 - 대한민국의 기업인 박제희.
- 1978년
  - 대한민국의 미스코리아, 배우 김사랑.
  - 대한민국의 배우 심형탁.
  - 대한민국의 야구 선수 강봉규.
  - 대한민국의 작가 홍정훈.
  - 대한민국의 유도 선수 장성호.
  - 대한민국의 가수, 뮤지컬 배우 허규.
- 1979년
  - 대한민국의 배우 이보영.
  - 대한민국의 야구 선수 정명수.
- 1980년
  - 우크라이나의 권투 선수 안드리 페드추크. (~2009년)
  - 대한민국의 가수 이진원.
- 1981년 - 대한민국의 야구 선수 김성배.
- 1982년
  - 대한민국의 방송인 최영재.
  - 대한민국의 전 가수 채건.
- 1983년
  - 대한민국의 야구 선수 이동현.
  - 대한민국의 연출가 정철민.
- 1984년
  - 이란의 배우 타라네 알리두스티.
  - 멕시코의 전 축구 선수 오리베 페랄타.
- 1985년
  - 대한민국의 배우 백민현.
  - 대한민국의 배우 장태민.
  - 미국의 가수 써니, 바니 (샤인).
  - 미국의 영상 연출자, 배우 이사 레이.
  - 잉글랜드의 배우 신시아 아다이로빈슨.
  - 중화인민공화국의 체조 선수 샤오친.
- 1986년
  - 대한민국의 전 야구 선수 김수화.
  - 네덜란드의 축구 선수 루스 회르츠.
  - 대한민국의 레이싱 모델 한지은.
  - 이탈리아의 전 축구 선수 파블로 다니엘 오스발도.
  - 잉글랜드의 배우 제마 아터턴.
- 1987년
  - 대한민국의 가수 선데이 (천상지희 더 그레이스).
  - 대한민국의 가수, 작곡가 심재현.
  - 이탈리아의 축구 선수 살바토레 시리구.
  - 대한민국의 전 축구 선수 정경호.
  - 대한민국의 성악가 김현수.
  - 미국의 영화배우 나야 리베라. (~2020년)
- 1988년
  - 대한민국의 야구 선수 김현수 (두산 베어스).
  - 일본의 성우 후루키 노조미.
  - 대한민국의 전직 스타그래프트,프로게이머 김동현.
- 1989년
  - 대한민국의 전 아나운서 류미정.
  - 벨기에의 축구 선수 악셀 위첼.
- 1990년 - 대한민국의 배우 유현지.
- 1991년
  - 영국의 가수 픽시 로트.
  - 대한민국의 배우 서이안.
  - 대한민국의 가수 반석.
  - 대한민국의 가수, 복싱 선수 주형.
- 1992년 - 핀란드의 크로스컨트리 스키 선수 이보 니스카넨.
- 1993년
  - 대한민국의 가수 디오 (EXO).
  - 영국의 가수 제인 말리크 (원 디렉션).
  - 일본의 가수 미츠이 아이카 (모닝구무스메).
  - 대한민국의 작곡가 김승수.
- 1994년 - 독일의 축구 선수 엠레 잔.
- 1995년
  - 대한민국의 사회운동가, 정치인 손솔.
  - 이탈리아의 축구 선수 알레시오 로마뇰리.
- 1996년
  - 대한민국의 가수 혜빈 (모모랜드).
  - 대한민국의 야구 선수 신민재.
  - 대한민국의 유도 선수 정예린.
  - 대한민국의 유도 선수 이혜경.
  - 대한민국의 축구 선수 김민준.
  - 일본의 배우 하시모토 아이.
  - 일본의 아이돌 타케우치 미유. (AKB48)
- 1997년 - 대한민국의 유튜버 아이리스 (팀샐러드).
- 1998년
  - 미국의 배우 네이선 갬블.
  - 아르헨티나의 축구 선수 후안 포이트.
- 1999년
  - 대한민국의 래퍼 양홍원.
  - 대한민국의 가수 혜주.
- 2000년
  - 대한민국의 리그 오브 레전드 프로게이머 에스퍼.
  - 뉴캐슬의 축구 선수 스벤 보트만.
  - 대전하나의 축구 선수 밥신
- 2001년
  - 대한민국의 가수 유자.
  - 대한민국의 가수 강건우.
  - 대한민국의 스피드 스케이팅 선수 조상혁.
- 2002년 - 대한민국의 가수, 작곡가 김준욱.
- 2004년 - 대한민국의 배우 안서현.
- 2006년 - 대한민국의 배우 권수정.
- 2014년 - 대한민국의 유튜버 윤승아. (모야모야패밀리)

## 사망
- 1665년 - 프랑스의 수학자 피에르 드 페르마. (1607년~)
- 1790년 - 영국의 경제학자 애덤 스미스. (1723년~)
- 1875년 - 청나라 제11대 군주 광서제의 사촌 형이며 청나라 前 제10대 군주 동치 상황제. (1856년~)
- 1909년 - 러시아의 태생 독일 수학자 헤르만 민코프스키. (1864년~)
- 1957년 - 러시아 출신의 일본 야구 선수 빅토르 스타루힌. (1916년~)
- 1976년 - 영국의 대표 추리 작가 애거사 크리스티. (1890년~)
- 1977년 - 프랑스의 영화감독 앙리조르주 클루조. (1907년~)
- 1997년 - 미국의 의학자, 노벨상 수상자 찰스 브렌턴 허긴스. (1901년~)
- 1998년 - 미국의 경찰관 카일 딩켈러. (1975년~)
- 2001년 - 미국의 엔지니어, 휴렛 팩커드 공동 설립자 빌 휴렛. (1913년~)
- 2013년 - 대한민국의 군인 출신 국영기업가 김윤호. (1930년~)
- 2014년 - 튀르키예의 고고학자, 펜싱 선수 할레트 참벨. (1916년~)
- 2017년 - 미국의 작가 윌리엄 피터 블래티. (1928년~)
- 2018년 - 프랑스의 기하학자 장루이 코쥘. (1921년~)
- 2020년 - 미국의 영화배우 윌리엄 보거트. (1936년~)
- 2021년 - 일본의 평론가 한도 가즈토시. (1930년~)
- 2022년
  - 대한민국의 농구 선수 표명일. (1975년~)
  - 태국의 가수 와이폿 펫수판. (1942년~)
  - 페루의 변호사 루이스 카스타녜다 로시오. (1945년~)
  - 미국의 유튜버 아달리아 로즈. (2006년~)
- 2023년
  - 잉글랜드의 작가 폴 존슨. (1928년~)
  - 미국의 가수 리사 마리 프레슬리. (1968년~)
- 2024년
  - 대한민국의 기초단체장 강택상. (1950년~)
  - 미국의 영화배우 빌 헤이스. (1925년~)
- 2025년
  - 미국의 영화배우 레슬리 찰슨. (1945년~)
  - 미국의 영화배우 클로드 자먼 주니어. (1934년~)

## 기념일
- 메모리얼 데이: 투르크메니스탄
- 잔지바르 혁명기념일: 탄자니아

## 같이 보기
- 전날: 1월 11일 다음날: 1월 13일 - 전달: 12월 12일 다음달: 2월 12일
- 음력: 1월 12일
- 모두 보기